# Associazione Calcio Hellas Verona 1983-1984

## Stagione
Avendo raggiunto il 4º posto nella stagione precedente, gli scaligeri debuttarono nelle coppe continentali: furono eliminati nel secondo turno di Coppa UEFA dallo Sturm Graz, a causa del meccanismo delle reti segnate in trasferta. 
In campionato l'Hellas, sulla falsariga del torneo precedente, ebbe un avvio bruciante, vincendo 5 delle prime 7 partite, un bottino che valse agli scaligeri il secondo posto solitario alle spalle dei campioni d'Italia uscenti della Roma. Successivamente la squadra accusò un vistoso calo di rendimento, chiudendo il torneo in un'anonima posizione di metà classifica, dopo aver alternato brutte prestazioni ad altre più brillanti, tipo un 2-1 casalingo sulla Juventus.
Ottava classificata, disputò un'altra finale di Coppa Italia arrendendosi alla Roma.
Ma il meglio doveva ancora venire per gli scaligeri, e sarebbe arrivato l'anno successivo con la conquista dello storico Scudetto.

## Divise e sponsor
Il fornitore ufficiale di materiale tecnico fu Adidas, mentre lo sponsor ufficiale fu Canon. Inizialmente le divise rimasero identiche alle due stagioni precedenti, cui furono successivamente aggiunte delle righe sottili. La terza divisa fu usata solo in due partite. Il 18 marzo debutta lo stemma sulle divise.
| Casa | Trasferta | Terza divisa |

## Rosa
| N. |                    | Ruolo | Calciatore                  |
| -- | ------------------ | ----- | --------------------------- |
|    | Italia (bandiera)  | P     | Claudio Garella             |
|    | Italia (bandiera)  | P     | Sergio Spuri                |
|    | Italia (bandiera)  | D     | Mauro Ferroni               |
|    | Italia (bandiera)  | D     | Silvano Fontolan            |
|    | Italia (bandiera)  | D     | Luciano Marangon            |
|    | Italia (bandiera)  | D     | Francesco Residori          |
|    | Italia (bandiera)  | D     | Massimo Storgato            |
|    | Italia (bandiera)  | D     | Roberto Tricella (capitano) |
|    | Polonia (bandiera) | D     | Władysław Żmuda             |
|    | Italia (bandiera)  | C     | Luciano Bruni               |
|    | Italia (bandiera)  | C     | Antonio Di Gennaro          |

| N. |                   | Ruolo | Calciatore          |
| -- | ----------------- | ----- | ------------------- |
|    | Italia (bandiera) | C     | Pietro Fanna        |
|    | Italia (bandiera) | C     | Mario Guidetti      |
|    | Italia (bandiera) | C     | Francesco Guidolin  |
|    | Italia (bandiera) | C     | Luigi Sacchetti     |
|    | Italia (bandiera) | C     | Antonio Terracciano |
|    | Italia (bandiera) | C     | Domenico Volpati    |
|    | Italia (bandiera) | A     | Giuseppe Galderisi  |
|    | Italia (bandiera) | A     | Maurizio Iorio      |
|    | Scozia (bandiera) | A     | Joe Jordan          |
|    | Italia (bandiera) | A     | Stefano Rebonato    |

## Calciomercato

### Sessione estiva
| Acquisti | Acquisti           | Acquisti   | Acquisti      |
| R.       | Nome               | da         | Modalità      |
| -------- | ------------------ | ---------- | ------------- |
| P        | Sergio Spuri       | Anconitana | definitivo    |
| D        | Mauro Ferroni      | Sampdoria  | definitivo    |
| D        | Silvano Fontolan   | Como       | definitivo    |
| D        | Massimo Storgato   | Juventus   | definitivo    |
| C        | Luciano Bruni      | Reggiana   | definitivo    |
| C        | Francesco Guidolin | Bologna    | fine prestito |
| A        | Giuseppe Galderisi | Juventus   | definitivo    |
| A        | Maurizio Iorio     | Roma       | definitivo    |
| A        | Joe Jordan         | Milan      | definitivo    |
| A        | Stefano Rebonato   | Cremonese  | fine prestito |

| Cessioni | Cessioni         | Cessioni    | Cessioni      |
| R.       | Nome             | a           | Modalità      |
| -------- | ---------------- | ----------- | ------------- |
| P        | Alberto Torresin | Monza       | definitivo    |
| D        | Adriano Fedele   |             | fine carriera |
| D        | Emidio Oddi      | Roma        | definitivo    |
| D        | Luciano Spinosi  | Milan       | definitivo    |
| C        | Dirceu           | Napoli      | definitivo    |
| C        | Luigi Manueli    | Alessandria | definitivo    |
| A        | Domenico Penzo   | Juventus    | definitivo    |
| A        | Stefano Rebonato | Pescara     | definitivo    |
| A        | Ezio Sella       | Arezzo      | definitivo    |

## Risultati

### Serie A

#### Girone di andata
| Arbitro: | Mattei (Macerata) |

|                                                          |           |                  |
| Di Gennaro 19’ Guidetti 24’ Volpati 41’ Iorio 55’ (rig.) | Marcatori | 60’, 90’ Laudrup |

| Arbitro: | Redini (Pisa) |

|                                          |           |                         |
| Damiani 16’, 70’ Gerets 47’ Blissett 79’ | Marcatori | 19’ Fanna 61’ Galderisi |

| Arbitro: | Vitali (Bologna) |

|                |           |  |
| Iorio 30’, 51’ | Marcatori |  |

| Arbitro: | Lanese (Messina) |

|          |           |                     |
| Zico 18’ | Marcatori | 56’ (aut.) Pancheri |

| Arbitro: | Menicucci (Firenze) |

|                                 |           |               |
| Sacchetti 7’ Galderisi 35’, 48’ | Marcatori | 26’ De Vecchi |

| Arbitro: | Magni (Bergamo) |

|  |           |           |
|  | Marcatori | 80’ Iorio |

| Arbitro: | Ballerini (La Spezia) |

|                                   |           |                      |
| Iorio 6’, 73’ (rig.) Storgato 25’ | Marcatori | 30’ (rig.) Antognoni |

| Arbitro: | Redini (Pisa) |

|                          |           |                  |
| Boniek 8’ Rossi 32’, 83’ | Marcatori | 38’ (rig.) Iorio |

| Arbitro: | Mattei (Macerata) |

|                |           |                 |
| Di Gennaro 38’ | Marcatori | 64’ Bruscolotti |

| Arbitro: | Longhi (Roma) |

|                                       |           |  |
| Sacchetti 17’ Galderisi 30’ Bruni 85’ | Marcatori |  |

| Arbitro: | Menicucci (Firenze) |

|            |           |  |
| Zanone 19’ | Marcatori |  |

| Arbitro: | Redini (Pisa) |

|               |           |                |
| Hernández 39’ | Marcatori | 41’ Di Gennaro |

| Verona 18 dicembre 1983, ore 14:30 CET 13ª giornata | Verona          | 0 – 0 | Genoa | Stadio Marcantonio Bentegodi (19 134 spett.)\| Arbitro: \| Magni (Bergamo) \| |
| Arbitro:                                            | Magni (Bergamo) |       |       |                                                                               |

| Arbitro: | Altobelli (Roma) |

|                       |           |  |
| Di Gennaro 12’ (aut.) | Marcatori |  |

| Arbitro: | D'Elia (Salerno) |

|                |           |  |
| Di Gennaro 82’ | Marcatori |  |

#### Girone di ritorno
| Arbitro: | Bergamo (Livorno) |

|                 |           |                  |
| Manfredonia 36’ | Marcatori | 31’ (rig.) Iorio |

| Arbitro: | Lanese (Messina) |

|               |           |                     |
| Galderisi 58’ | Marcatori | 74’ (aut.) Tricella |

| Arbitro: | Longhi (Roma) |

|  |           |                         |
|  | Marcatori | 6’, 35’ Fanna 56’ Iorio |

| Arbitro: | D'Elia (Salerno) |

|                                |           |                 |
| Edinho 13’ (aut.) Guidetti 90’ | Marcatori | 53’ (rig.) Zico |

| Arbitro: | Magni (Bergamo) |

|                          |           |                  |
| Mandorlini 15’ Greco 68’ | Marcatori | 19’ (rig.) Iorio |

| Arbitro: | Mattei (Macerata) |

|                                    |           |                |
| Iorio 7’, 36’ (rig.) Galderisi 68’ | Marcatori | 85’ Cantarutti |

| Arbitro: | Longhi (Roma) |

|                        |           |  |
| Bertoni 3’ Monelli 30’ | Marcatori |  |

| Arbitro: | D'Elia (Salerno) |

|                                |           |            |
| Iorio 52’ (rig.) Galderisi 66’ | Marcatori | 1’ Platini |

| Arbitro: | Lanese (Messina) |

|                     |           |  |
| Ferrario 38’ (rig.) | Marcatori |  |

| Arbitro: | Magni (Bergamo) |

|                |           |  |
| Barbadillo 35’ | Marcatori |  |

| Arbitro: | Esposito (Torre del Greco) |

|            |           |  |
| Jordan 84’ | Marcatori |  |

| Arbitro: | Ciulli (Roma) |

|                     |           |                                  |
| Fanna 10’ Bruni 40’ | Marcatori | 8’ (aut.) Fontolan 52’ Schachner |

| Arbitro: | Mattei (Macerata) |

|               |           |              |
| Antonelli 17’ | Marcatori | 73’ Storgato |

| Arbitro: | Lombardo (Marsala) |

|           |           |                         |
| Fanna 76’ | Marcatori | 72’ Müller 74’ Pasinato |

| Arbitro: | Redini (Pisa) |

|                                          |           |                       |
| Cerezo 28’, 49’ Di Bartolomei 46’ (rig.) | Marcatori | 1’ Storgato 41’ Iorio |

### Coppa Italia

#### Primo turno
| Arbitro: | Tubertini (Bologna) |

|              |           |  |
| Fontolan 82’ | Marcatori |  |

| Reggio Emilia 24 agosto 1983, ore 20:45 CEST 2ª giornata | Reggiana           | 0 – 0 | Verona | Stadio Mirabello\| Arbitro: \| Lombardo (Marsala) \| |
| Arbitro:                                                 | Lombardo (Marsala) |       |        |                                                      |

| Arbitro: | Mattei (Macerata) |

|                        |           |  |
| Fontolan 39’ Iorio 80’ | Marcatori |  |

| Arbitro: | Longhi (Roma) |

|  |           |                                      |
|  | Marcatori | 23’ Volpati 68’ Di Gennaro 72’ Iorio |

| Arbitro: | Ballerini (La Spezia) |

|                     |           |                             |
| Piras 12’ Uribe 76’ | Marcatori | 58’ Galderisi 70’ Sacchetti |

#### Fase finale
| Arbitro: | Vitali (Bologna) |

|             |           |  |
| Schiavi 20’ | Marcatori |  |

| Arbitro: | Lombardo (Marsala) |

|                                        |           |  |
| Iorio 36’, 119’ (rig.) Di Gennaro 112’ | Marcatori |  |

| Arbitro: | Pairetto (Torino) |

|                             |           |           |
| Gerolin 52’ De Agostini 63’ | Marcatori | 36’ Iorio |

| Arbitro: | Ciulli (Roma) |

|                  |           |  |
| Iorio 45’ (rig.) | Marcatori |  |

| Arbitro: | Barbaresco (Cormons) |

|              |           |                      |
| Galluzzo 63’ | Marcatori | 34’ Jordan 40’ Iorio |

| Arbitro: | Redini (Pisa) |

|                                |           |             |
| Galderisi 38’, 68’ Volpati 57’ | Marcatori | 75’ Messina |

| Arbitro: | Casarin (Milano) |

|              |           |            |
| Storgato 72’ | Marcatori | 49’ Cerezo |

| Arbitro: | Casarin (Milano) |

|                    |           |  |
| Ferroni 27’ (aut.) | Marcatori |  |

### Coppa UEFA
| Arbitro: | Jarguz |

|                  |           |  |
| Fanna 36’ (rig.) | Marcatori |  |

| Arbitro: | Courtney |

|                                  |           |                                  |
| Đurovski 16’ (rig.) Đurovski 59’ | Marcatori | 34’ Sacchetti 64’, 82’ Galderisi |

| Arbitro: | Quiniou |

|                         |           |                         |
| Fanna 12’ Galderisi 44’ | Marcatori | 18’ Szokolai 26’ Jurtin |

| Graz 2 novembre 1983, ore 18:30 CET Sedicesimi di finale - Ritorno | Sturm Graz | 0 – 0 referto | Verona | Bundesstadion Graz-Liebenau\| Arbitro: \| Györi \| |
| Arbitro:                                                           | Györi      |               |        |                                                    |

## Statistiche

### Statistiche di squadra
| Competizione | Punti | In casa | In casa | In casa | In casa | In casa | In casa | In trasferta | In trasferta | In trasferta | In trasferta | In trasferta | In trasferta | Totale | Totale | Totale | Totale | Totale | Totale | D.R. |
| Competizione | Punti | G       | V       | N       | P       | Gf      | Gs      | G            | V            | N            | P            | Gf           | Gs           | G      | V      | N      | P      | Gf     | Gs     | D.R. |
| ------------ | ----- | ------- | ------- | ------- | ------- | ------- | ------- | ------------ | ------------ | ------------ | ------------ | ------------ | ------------ | ------ | ------ | ------ | ------ | ------ | ------ | ---- |
| Serie A      | 32    | 15      | 10      | 4       | 1       | 29      | 13      | 15           | 2            | 4            | 9            | 14           | 22           | 30     | 12     | 8      | 10     | 43     | 35     | +8   |
| Coppa Italia | -     | 6       | 5       | 1       | 0       | 11      | 2       | 7            | 2            | 2            | 3            | 8            | 7            | 13     | 7      | 3      | 3      | 19     | 9      | +10  |
| Coppa UEFA   | -     | 2       | 1       | 1       | 0       | 3       | 2       | 2            | 1            | 1            | 0            | 3            | 2            | 4      | 2      | 2      | 0      | 6      | 4      | +2   |
| Totale       | 32    | 23      | 16      | 6       | 1       | 43      | 17      | 24           | 5            | 7            | 12           | 25           | 31           | 47     | 21     | 13     | 13     | 68     | 48     | +20  |

### Andamento in campionato
| Giornata  | 1 | 2 | 3 | 4 | 5 | 6 | 7 | 8 | 9 | 10 | 11 | 12 | 13 | 14 | 15 | 16 | 17 | 18 | 19 | 20 | 21 | 22 | 23 | 24 | 25 | 26 | 27 | 28 | 29 | 30 |
| --------- | - | - | - | - | - | - | - | - | - | -- | -- | -- | -- | -- | -- | -- | -- | -- | -- | -- | -- | -- | -- | -- | -- | -- | -- | -- | -- | -- |
| Luogo     | C | T | C | T | C | T | C | T | C | C  | T  | T  | C  | T  | C  | T  | C  | T  | C  | T  | C  | T  | C  | T  | T  | C  | C  | T  | C  | T  |
| Risultato | V | P | V | N | V | V | V | P | N | V  | P  | N  | N  | P  | V  | N  | N  | V  | V  | P  | V  | P  | V  | P  | P  | V  | N  | N  | P  | P  |
| Posizione | 6 | 9 | 6 | 6 | 4 | 3 | 2 | 3 | 4 | 2  | 4  | 3  | 5  | 6  | 5  | 5  | 6  | 6  | 4  | 6  | 4  | 5  | 5  | 5  | 5  | 4  | 4  | 4  | 5  | 6  |

Legenda:

Luogo: C = Casa; T = Trasferta. Risultato: V = Vittoria; N = Pareggio; P = Sconfitta.

### Statistiche dei giocatori
Sono in corsivo i calciatori che hanno lasciato la società a stagione in corso.
| Giocatore      | Serie A  | Serie A | Serie A     | Serie A    | Coppa Italia | Coppa Italia | Coppa Italia | Coppa Italia | Coppa UEFA | Coppa UEFA | Coppa UEFA  | Coppa UEFA | Totale   | Totale | Totale      | Totale     |
| Giocatore      | Presenze | Reti    | Ammonizioni | Espulsioni | Presenze     | Reti         | Ammonizioni  | Espulsioni   | Presenze   | Reti       | Ammonizioni | Espulsioni | Presenze | Reti   | Ammonizioni | Espulsioni |
| -------------- | -------- | ------- | ----------- | ---------- | ------------ | ------------ | ------------ | ------------ | ---------- | ---------- | ----------- | ---------- | -------- | ------ | ----------- | ---------- |
| L. Bruni       | 14       | 2       | ?           | ?          | 10           | 0            | ?            | ?            | -          | -          | -           | -          | 24       | 2      | 0+          | 0+         |
| A. Di Gennaro  | 26       | 4       | ?           | ?          | 13           | 2            | ?            | ?            | 4          | 0          | 1           | 0          | 43       | 6      | 1+          | 0+         |
| P. Fanna       | 28       | 5       | ?           | ?          | 8            | 0            | ?            | ?            | 4          | 2          | 0           | 0          | 40       | 7      | 0+          | 0+         |
| M. Ferroni     | 27       | 0       | ?           | ?          | 13           | 0            | ?            | ?            | 4          | 0          | 0           | 0          | 44       | 0      | 0+          | 0+         |
| S. Fontolan    | 29       | 0       | ?           | ?          | 12           | 2            | ?            | ?            | 4          | 0          | 0           | 0          | 45       | 2      | 0+          | 0+         |
| G. Galderisi   | 29       | 7       | ?           | ?          | 10           | 3            | ?            | ?            | 4          | 3          | 0           | 0          | 43       | 13     | 0+          | 0+         |
| C. Garella     | 30       | -35     | ?           | ?          | 13           | -9           | ?            | ?            | 4          | -4         | 0           | 0          | 47       | -48    | 0+          | 0+         |
| M. Guidetti    | 21       | 2       | ?           | ?          | 12           | 0            | ?            | ?            | -          | -          | -           | -          | 33       | 2      | 0+          | 0+         |
| F. Guidolin    | 2        | 0       | ?           | ?          | 4            | 0            | ?            | ?            | -          | -          | -           | -          | 6        | 0      | 0+          | 0+         |
| M. Iorio       | 25       | 14      | ?           | ?          | 12           | 7            | ?            | ?            | 1          | 0          | 0           | 0          | 38       | 21     | 0+          | 0+         |
| J. Jordan      | 12       | 1       | ?           | ?          | 9            | 1            | ?            | ?            | 3          | 0          | 0           | 0          | 24       | 2      | 0+          | 0+         |
| L. Marangon    | 27       | 0       | ?           | ?          | 7            | 0            | ?            | ?            | 3          | 0          | 1           | 1          | 37       | 0      | 1+          | 1+         |
| S. Rebonato    | 0        | 0       | ?           | ?          | 3            | 0            | ?            | ?            | 1          | 0          | 0           | 0          | 4        | 0      | 0+          | 0+         |
| F. Residori    | 0        | 0       | ?           | ?          | -            | -            | -            | -            | -          | -          | -           | -          | 0        | 0      | 0+          | 0+         |
| L. Sacchetti   | 16       | 2       | ?           | ?          | 5            | 1            | ?            | ?            | 4          | 1          | 2           | 0          | 25       | 4      | 2+          | 0+         |
| S. Spuri       | 0        | 0       | ?           | ?          | 0            | 0            | ?            | ?            | -          | -          | -           | -          | 0        | 0      | 0+          | 0+         |
| M. Storgato    | 26       | 3       | ?           | ?          | 11           | 1            | ?            | ?            | 4          | 0          | 1           | 0          | 41       | 4      | 1+          | 0+         |
| A. Terracciano | 0        | 0       | ?           | ?          | -            | -            | -            | -            | -          | -          | -           | -          | 0        | 0      | 0+          | 0+         |
| R. Tricella    | 30       | 0       | ?           | ?          | 12           | 0            | ?            | ?            | 4          | 0          | 1           | 0          | 46       | 0      | 1+          | 0+         |
| D. Volpati     | 28       | 1       | ?           | ?          | 13           | 2            | ?            | ?            | 4          | 0          | 0           | 0          | 45       | 3      | 0+          | 0+         |
| W. Żmuda       | 5        | 0       | ?           | ?          | 4            | 0            | ?            | ?            | -          | -          | -           | -          | 9        | 0      | 0+          | 0+         |